# Petre Dicu
Petre Dicu, född den 27 maj 1954 i Rumänien, är en rumänsk brottare som tog OS-brons i fjäderviktsbrottning i den grekisk-romerska klassen 1980 i Moskva. 
I VM-finalen i Göteborg 1977 förlorade Dicu mot Frank Andersson i finalen. Finalen blev omtalad eftersom Dicu fick se sig besegrad efter att Andersson vunnit på en halvnelson, något som ansågs vara mycket ovanligt i finalsammanhang.